# رادیو بین‌المللی اسرائیل
رادیو بین‌المللی اسرائیل یا رکا (عبری: רשת קליטת עלייה‎ ،Reshet Klitat Aliya) (به انگلیسی: Israel Radio International) سرویس رادیویی شرکت پخش عمومی اسرائیل (IPBC) برای مهاجران و شنوندگان خارج از کشور است.

## نظر اجمالی
این کانال رادیویی که از سال ۱۹۵۰ به فعالیت مشغول است، از صدای اسرائیل روی موج کوتاه در Reshet Hey ("شبکه یی") برای سراسر جهان پخش می‌شود. آنها همچنین ارتباط اصلی بین اسرائیل و یهودیان دور از وطن هستند. در سال‌های اولیه، تحت نام «Kol Zion la'Gola» (صدای صهیون برای یهودیان دور از وطن) به فعالیت می‌پرداخت که تنها منبع قابل اعتماد و بی‌واسطه اطلاعات برای یهودیان ساکن در کشورهای عربی و در ورای مرز بندی «پرده آهنین» بود. با این حال، پخش برنامه به اروپا، آسیا، آفریقا و آمریکای لاتین نیز به عنوان یک جنبه مهم از دیپلماسی عمومی اسرائیل در سراسر جهان خود را نشان داد.
رادیو بین‌المللی اسرائیل که توسط قسمت پخش برنامه خارج از کشور مدیریت می‌شود، در حال حاضر برای شنوندگان خارج از کشور به ۱۴ زبان: انگلیسی، فرانسوی، روسی، بخارائی، گرجی، عربی یهودی-مراکشی، ییدیش، تیگرینیا، لادینو، اسپانیایی، رومانیایی، مجاری، فارسی، آمهری و آرامی برنامه پخش می‌کند.
این کانال رادیویی به غیر از اخبار و برنامه‌هایی که وقایع کشور را انعکاس می‌دهد، مستندهایی در مورد یهودیت، تاریخچه مردم اسرائیل، فرهنگ اسرائیل و گفتگوهایی در مورد مهاجرت و جذب یهودیان برای شنوندگان ارائه می‌دهد.

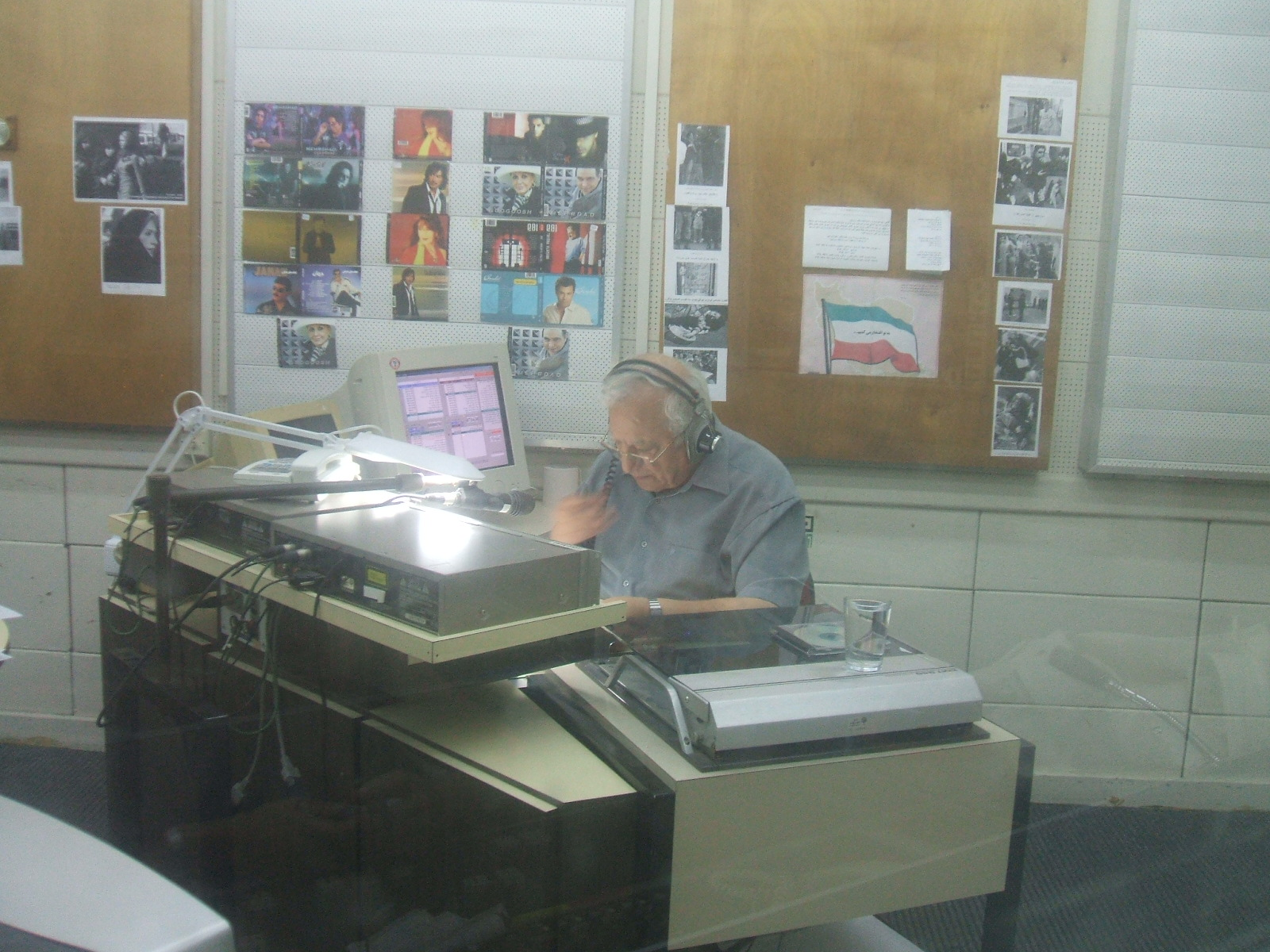
استودیوی سرویس فارسی رادیو اسرائیل

از تابستان سال ۲۰۰۷، تنها برنامه رادیوی بین‌المللی اسرائیل / رِشِت هی (Reshet Hey) به زبان فارسی تولید می‌کند. بقیه رادیو بین‌المللی اسرائیل، بازپخش شبکه داخلی رکا (REKA) است. به عنوان نمونه، در حال حاضر پخش اخبار انگلیسی در رکا (REKA) و رادیو بین‌المللی اسرائیل همسان است.
از روز ۳۰ ژوئن ۲۰۱۳، به دلیل قطع بودجه، سرویس فارسی دیگر روی موج کوتاه پخش نمی‌شود. سرویس زبان فارسی همچنان از طریق ماهواره و وب سایت IBA World و همچنین وب سایت radis.org در دسترس است.
تا روز ۱ آوریل ۲۰۰۸، تنها پخش روی موج کوتاه که باقی مانده بود، ۱٫۵ ساعت برنامه به زبان فارسی و با هدف قرار دادن ایران بود. پرشین سرویس توسط امنون نتصر در سال ۱۹۵۸ تأسیس شد.
اخبار انگلیسی رادیو اسرائیل ممکن است در برخی از ایستگاه‌های رادیویی که از فید دبلیوآراِن (WRN) استفاده می‌کنند شنیده شود. این ایستگاه‌ها با برنامه‌ریزی تحت رادیو اسرائیل پخش نمی‌شوند بلکه از طریق دبلیوآراِن (WRN) با تأخیر زمانی پخش می‌شوند.
از روز ۲۵ آوریل ۲۰۱۳، دبلیوآراِن (WRN) دیگر در شرکت سیریوس اکس‌ام (Sirius/XM) در دسترس نیست. دبلیوآراِم‌آی (WRMI) اعلام کرده است که آنها ممکن است برنامه‌نویسی دبلیوآراِن (WRN) را در آینده به برنامه‌ریزی خود اضافه کنند. از روز ۱۶ دسامبر ۲۰۱۳، دبلیوآراِن (WRN) دیگر از برنامه شنیداری و پادکست‌های درخواستی میزبانی نمی‌کند. اگرچه رادیو بین‌المللی اسرائیل همچنان در استریم انگلیش دبلیوآراِن (WRN's English stream) در دسترس است.